# Pic Champlain
Pour l’article homonyme, voir Champlain.
Le pic Champlain est le point culminant du parc national du Bic, dans la province de Québec, au Canada.

## Toponymie
Le pic Champlain est nommé d'après le géographe Samuel de Champlain, qui décrivit la montagne lors de son premier voyage sur le fleuve Saint-Laurent en 1603. Jean Alfonse lui donne en 1544 le nom de cap de Marbre dans sa Cosmographie publiée en 1544. En 1603, Samuel de Champlain écrit au sujet de la montagne « Dudit Matane, nous vîmes prendre connaissance du Pic… ». Le « Pic » est avec le temps devenu le « Bic » par corruption lexicale. Le nom de montagne du Bic ou Bic Hill a longtemps été attribué au sommet. Quant à pic Champlain, il a été officialisé en 1979.

## Géographie

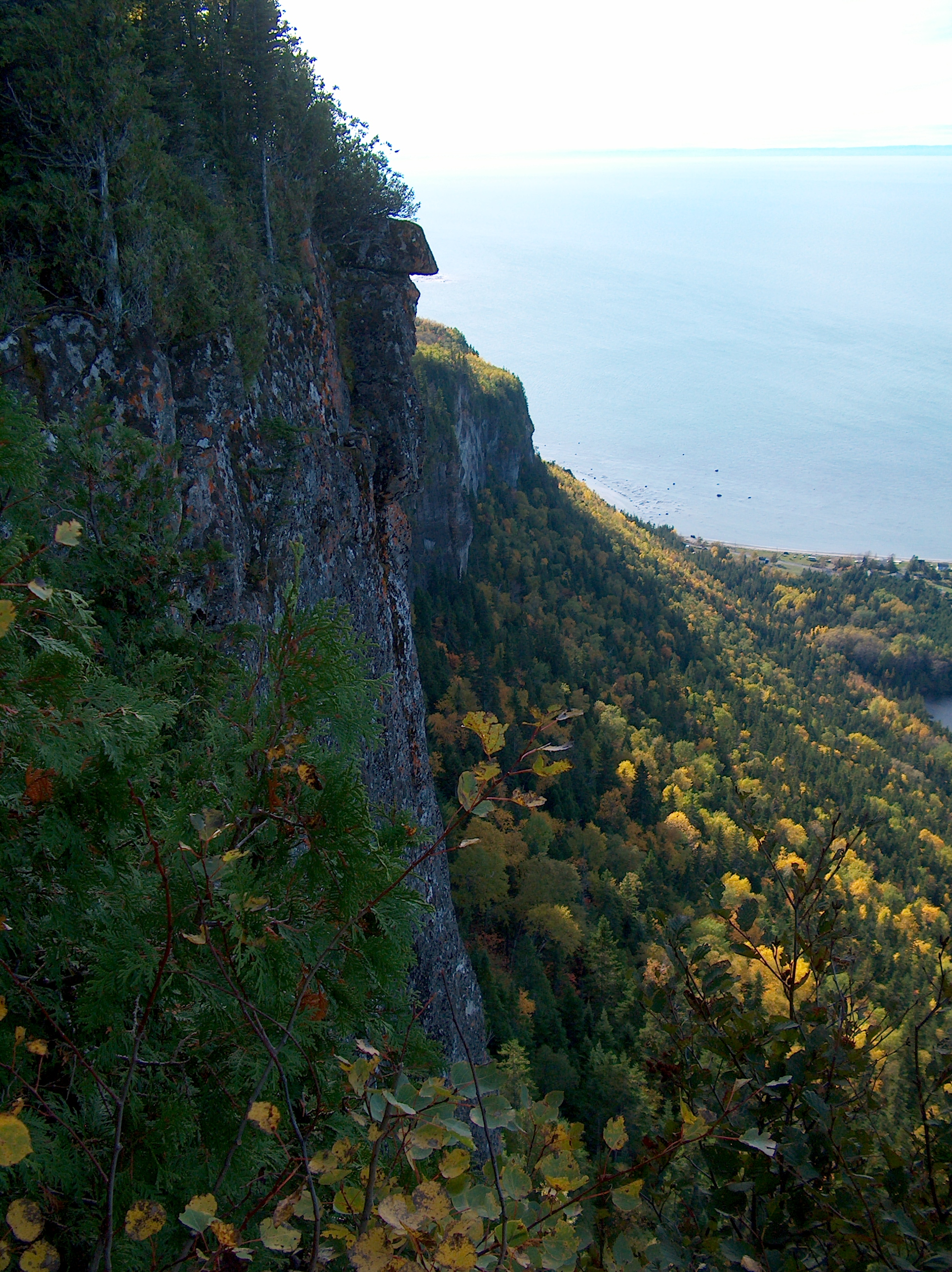
Vue des murailles du belvédère du pic Champlain.

L'altitude plutôt modeste du pic Champlain (346 m) est compensée par sa proximité de l'estuaire du fleuve Saint-Laurent.
La montagne est une arête orientée nord-est / sud-ouest, parallèle au Saint-Laurent. Il est caractérisé par des pentes abruptes et quelques falaises sur ses flancs nord-ouest et sud-est. Le sommet est occupé par des antennes de télécommunication. Cette montagne entièrement boisée est située sur le territoire de la municipalité de Saint-Fabien.
Il fait partie des Appalaches. La montagne est située dans deux formations géologiques soit les groupes de Saint-Roch et de Trois-Pistoles. Le groupe de Trois-Pistoles, qui comprend la face du sud du sommet, est une formation du Cambrien supérieur et de l'Ordovicien inférieur composée de grès, de conglomérat, de siltstone et d'ardoise. Quant au groupe de Saint-Roch, qui comprend la face nord, il s'agit d'une formation du Cambrien composée d'une succession de couches de mudstone, de grès feldspathique, de conglomérat et de calcaire.

## Histoire
À l'époque, Champlain inscrivit le mot pic sur sa carte pour désigner l'endroit. Cette montagne proéminente de la rive sud devint ensuite un repère pour la navigation sur le fleuve.

## Randonnée
Le pic Champlain est un endroit fréquenté pour la randonnée pédestre. Deux sentiers mènent au sommet, soit Le Pic Champlain (3 km par la crête du nord-est, depuis la route du Cap à l'Orignal) et Les Murailles (4,5 km par la crête sud-ouest, depuis la route à Saint-Fabien-sur-Mer). Ces derniers ont un dénivelé d'environ 200 mètres chacun.

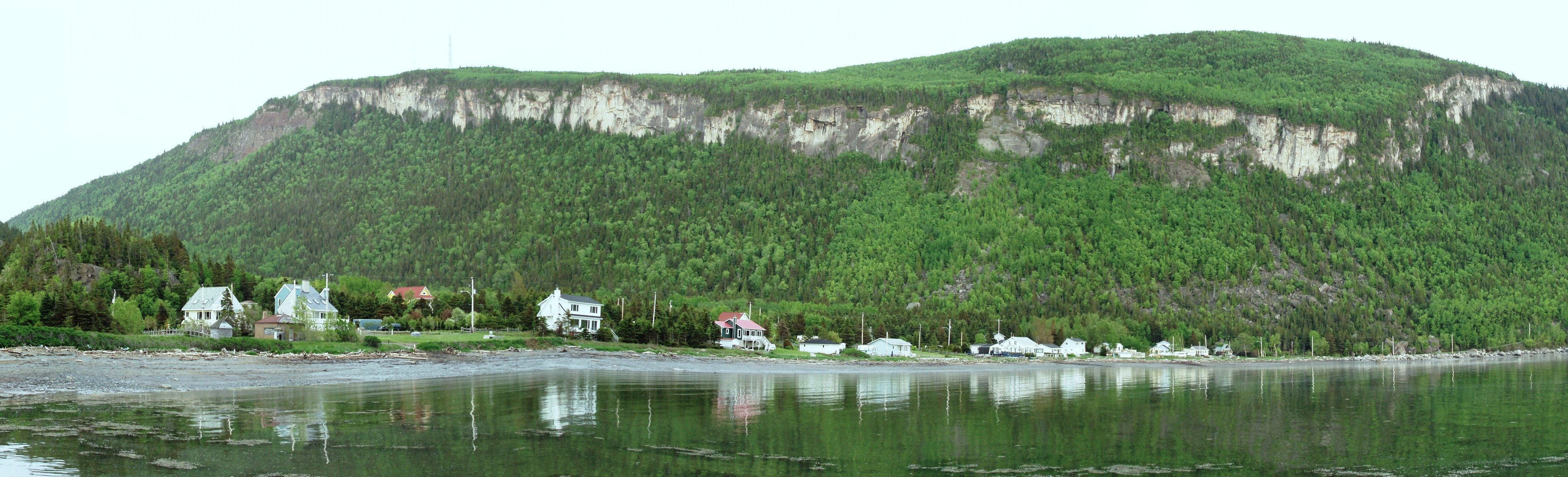
Le pic Champlain vu depuis le nord-ouest, avec l'Anse à Mercier en avant-plan.